# Hyporhamphus taiwanensis
Hyporhamphus taiwanensis är en fiskart som beskrevs av Collette och Su, 1986. Hyporhamphus taiwanensis ingår i släktet Hyporhamphus och familjen Hemiramphidae. Inga underarter finns listade i Catalogue of Life.